# رافاييل نادال في 2012
بدأ موسم رافاييل نادال لعام 2012 في تاريخ 2 يناير.

## مبادلة
كان الظهور الأول لنادال هذا العام عبر بوابة بطولة مبادلة العالمية للتنس 2012 الإستعراضية في مدينة أبوظبي بدولة الإمارات العربية المتحدة. كانت مباراته الأولى في الدور نصف النهائي عندما واجه مواطنه دافيد فيرير حيث خسر نادال تلك المباراة بواقع 6–3, 6–2. في مباراة تحديد المركز الثالث تقابل نادال مع خصمه ومنافسه التقليدي روجر فيدرير الذي كان قد انهزم أمام المصنف الأول عالمياً آنذاك نوفاك دجوكوفيتش، فاز نادال بسهولة كبيرة عندما أجهز على فيدرير في مباراة كانت نتيجتها 6–1, 7–5.

## الدوحة
بدأ نادال في بطولة قطر اكسون موبيل المفتوحة للتنس 2012 فئة 250 نقطة والتي تقام في الدوحة، قطر، كانت اولى مباريات نادال الرسمية هذا العام ضد اللاعب الألماني فيليب كولشرايبر والذي لم يسبق له أن هزم نادال، لكن بالمقابل كانت كل المواجهات بينهما على الأراضي الصلبة تنتهي بالمجموعة الفاصلة. استطاع نادال بعد بعض عدة صعوبات الفوز بنتيجة 6–3, 6–7(2–7), 6–3. ثم انتصر نادال في الدور الثاني على اللاعب الألماني المغمور دينيس جريملماير بنتيجة 6–2, 6–2, بعدها انتصر على المصنف السابع في البطولة الروسي ميخائيل يوجني 6–4, 6–4. وفي الدور قبل النهائي خسر نادال أمام اللاعب الفرنسي جايل مونفيس بمجموعتين متتاليتين بواقع 3–6, 4–6, يُذكر أن مونفيس هو نفسه من أقصى نادال من ربع نهائي نفس البطولة عام 2009.

## أستراليا المفتوحة
افتتح نادال اولى مبارياته في بطولة أستراليا المفتوحة 2012 بالفوز على اللاعب القادم من التصفيات أليكس كوزنتسوف من الولايات المتحدة بنتيجة 6–4, 6–1, 6–1, في الدور الثاني فاز نادال على اللاعب الألماني تومي هاس الذي لم يسبق له أن حقق أي مجموعة ضد رافاييل، ورغم محاولاته تقديم شيء جديد ضد نادال عاد مرة أخرى وهُزم بثلاث مجموعات متتالية بواقع 6–4, 6–3, 6–4. استمر نادال في التقدم بالبطولة وكان غريمه في الدور الثالث اللاعب السلوفاكي لوكاس لاكو حيث انتصر نادال بمجموعات متتالية بواقع 6–2, 6–4, 6–2, في الدور الرابع تغلب نادال على مواطنه فيليسيانو لوبيز بنتيجة 6–4, 6–4, 6–2, بعدها وفي الدور ربع النهائي هزم نادال اللاعب التشيكي توماس بيرديتش في واحدة من أصعب مباريات نادال في البطولة هذا العام بنتيجة 6–7(5–7), 7–6(8–6), 6–4, 6–3, الجدير بالذكر أن نادال وحكم تلك المباراة حصلت بينهما مشادة كلامية في نهاية المجموعة الأولى بسبب اعتراض نادال على قرار الحكم والذي تسبب بخسارته المجموعة الأولى. في الدور نصف النهائي التقى نادال روجر فيدرير لثاني مرة في بطولة أستراليا المفتوحة بعد النهائي التاريخي بينهما في عام 2009, تمكن فيدرير من الفوز بالمجموعة الأولى، وتقدم بكسر في بداية المجموعة الثانية، بعدها قلب نادال الطاولة على فيدرير واقتنص منه المباراة عندما فاز بنتيجة 6–7(5–7), 6–2, 7–6(7–5), 6–4. بعد هذا الفوز استطاع نادال بذلك الوصول لجميع نهائيات بطولات الجراند سلام الأربعة على التوالي. في المباراة النهائية، تعرض نادال لخسارة سابعة على التوالي من خصمه الصربي نوفاك دجوكوفيتش في مباراة استمرت 5 ساعات و 53 دقيقة وبنتيجة 7–5, 4–6, 2–6, 7–6(7–5), 5–7, وتُعتبر هذه المباراة هي أطول مباراة نهائية في تاريخ بطولات الجراند سلام على الإطلاق، حيث حقق اللاعبان رقماً قياسياً جديداً بطول توقيت المباراة حيث كان الرقم القياسي لأطول نهائي جراند سلام في التاريخ مسجل باسم اللاعبان ماتس فيلاندر وايفان ليندل والتي استمرت لمدة 4 ساعات و 54 دقيقة، وكان ذلك في بطولة أمريكا المفتوحة عام 1988.

## انديان ويلز
عاد نادال في مارس للمنافسة عبر بوابة بطولة بي ان بي باريبا في انديان ويلز 2012 في كاليفورنيا، في الدور الثاني فاز نادال على اللاعب الأرجنتيني ليوناردو ماير 6–1, 6–3, ثم هزم مواطنه مارسيل غرانوييرس 6–1, 6–4, في الدور الرابع انتصر على ألكسندر دولغوبولوف 6–3, 6–2, وفي ربع النهائي فاز على اللاعب الأرجنتيني ديفيد نالبانديان في مباراة كانت صعبة على نادال حيث كانت نتيجتها 4–6, 7–5, 6–4. في الدور نصف النهائي عاد نادال ليلتقي بخصمه السويسري روجر فيدرير، في تلك المباراة تعرض نادال للخسارة على يد فيدرير بمجموعتين متتاليتين بواقع 3–6, 4–6.

## ميامي
انتقل نادال بعدها باسبوع للتنافس على لقب بطولة سوني إريكسون المفتوحة 2012 في ميامي، بعد تغلبه على كل من سانتياجو جيرالدو من كولومبيا 6–2, 6–0, وراديك ستيبانيك من التشيك 6–2, 6–2, وكي نيشيكوري من اليابان 6–4, 6–4, والفرنسي جو ويلفرد تسونجا 6–2, 5–7, 6–4, اضطر نادال للانسحاب من الدور نصف النهائي من بطولة ميامي قبل لعب المباراة ضد منافسه البريطاني أندي موراي بسبب تعرضه لمشاكل في الركبة. خسر نادال نقاط النهائي لكلتا البطولتين (انديان ويلز وميامي) كونه قد كان هو الوصيف في العام الماضي.

## مونتي كارلو
في موسم الملاعب الترابية، كانت البطولة الأولى لنادال هذا العام هي بطولته المفضلة رولكس مونتي كارلو 2012 والمقامة في موناكو، في الدور الثاني فاز على اللاعب الفنلندي ياركو نييمينن بنتيجة 6–4, 6–3, ثم انتصر على اللاعب الكازاخستاني ميخائيل كوكوشكين بنتيجة 6–1, 6–1, في الدور ربع النهائي فاز نادال على اللاعب السويسري ستانيسلاس فافرينكا بنتيجة 7–5, 6–4, ثم هزم الفرنسي جيل سيمون في نصف النهائي بواقع 6–3, 6–4. في المباراة النهائي تمكن نادال من هزيمة المصنف الأول عالمياً الصربي نوفاك دجوكوفيتش بمجموعتين متتاليتين بواقع 6–3, 6–1, وبهذا الانتصار حقق نادال لقبه الثامن على التوالي في مونتي كارلو، وكسر عقدة الهزائم أمام دجوكوفيتش والتي استمرت لسبع مباريات نهائية والتي بدأت في نهائي انديان ويلز عام 2011.

## برشلونة
بعد يوم واحد من نهائي مونتي كارلو، سافر نادال إلى مدينة برشلونة للمشاركة في بطولة برشلونة المفتوحة للتنس بانكو ساباديل 2012, كونه المصنف الأول تخطى نادال الدور الأول دون أن يلعبه، في الدور الثاني واصل نادال سجله الهائل على الملاعب الترابية حيث هزم كل من مواطنه جويرمو جارسيا لوبيز 6–1, 6–2, واللاعب الكولومبي روبرت فرح 6–2, 6–3, والصربي يانكو تيبساريفيتش 6–2, 6–2, ثم فاز على مواطنه فرناندو فيرداسكو بنتيجة قاسية انتهت بواقع 6–0, 6–4. في النهائي وكما في أخر ثلاث نسخ شارك فيها، انتصر نادال على مواطنه دافيد فيرير لكن هذه المرة بشق الأنفس حيث كانت النتيجة 7–6(7–1), 7–5, لينتزع نادال لقبه السابع في بطولة برشلونة في الثمان سنوات الأخيرة.

## مدريد
في بطولة بطولة موتوا مدريد المفتوحة 2012, والتي سوف تُلعب هذا العام على الأراضي الترابية الزرقاء، وهذا ما لم يعجب العديد من اللاعبين ومن بينهم نادال. في الدور الثاني التقى نادال مع اللاعب الروسي نيكولاي دافيدينكو، وهو أحد اللاعبين القلائل الذين يملكون سجل مواجهات إيجابي ضد رافا حيث يتقدم على نادال بستة انتصارات مقابل أربعة، استطاع نادال الفوز في المباراة بنتيجة 6–2, 6–2 بالرغم من انزعاجه الشديد من الأرضية التي سببت له العديد من التزحلقات. في الدور الثالث خسر نادال أمام مواطنه فرناندو فيرداسكو والذي لم يسبق له الفوز على نادال في 13 مواجهة جرت بينهما في السابق، حيث كان نادال متقدماً في المجموعة الفاصلة 4-0, وبالرغم من ذلك استطاع فيرداسكو الفوز بخمسة أشواط على التوالي لينهي المجموعة 7-5 ويفوز بالمباراة في المحصلة النهائية 3–6, 6–3, 5–7. يذكر أن نادال أعلن استيائه الشديد من أرضية البطولة وهي التراب الأزرق وهدد بعدم حضور البطولة العام المقبل مالم يتم إرجاع الأرضية إلى التراب الأحمر العادي، وقد أدلى العديد من اللاعبين الآخرين (مثل نوفاك دجوكوفيتش) بتصريحات مماثلة.

## روما
في البطولة الأخيرة التي تسبق بطولة رولان غاروس، شارك نادال في بطولة انترناسيونالي بي ان ال دإيتاليا المقامة في العاصمة الإيطالية روما، وصل نادال إلى النهائي السابع له في روما بعد الفوز على كل من فلوريان ماير من ألمانيا 6–1, 7–5, ومواطنه مارسيل غرانوييرس 6–1, 6–1, والتشيكي توماس بيرديتش 6–4, 7–5, ودافيد فيرير 7–6(8–6), 6–0. في النهائي عاد نادال ليلتقي باللاعب الذي هزمه في نهائي العام الماضي وهو المصنف الأول عالمياً الصربي نوفاك دجوكوفيتش. استطاع نادال الفوز على دجوكوفيتش للمرة الثانية هذا العام بمجموعتين نظيفتين بواقع 7–5, 6–3, وحقق لقبه الثالث هذا الموسم والسادس في بطولة روما للماسترز.

## فرنسا المفتوحة
مع انطلاق بطولة فرنسا المفتوحة لعام 2012, تمكن نادال من الفوز بـ 30 شوط على التوالي في مبارياته الخمسة الأولى دون فقدان أي مجموعة عندما هزم كل من اللاعب الإيطالي
سيموني بوليلي بنتيجة 6–2, 6–2, 6–1 في الدور الأول، واللاعب الأوزبكي دينيس ايستومين بنتيجة 6–2, 6–2, 6–0 في الدور الثاني، واللاعب الأرجنتيني إدواردو شوانك بنتيجة 6–1, 6–3, 6–4 في الدور الثالث، ثم هزم صديقه الأرجنتيني خوان موناكو بنتيجة ثقيلة جداً كانت 6–2, 6–0, 6–0. بعدها تقدم نادال للدور ربع النهائي وفاز على مواطنه نيكولاس الماجرو بنتيجة 7–6(7–4), 6–2, 6–3. في الدور نصف النهائي تقابل نادال مع صديقه وخصمه دافيد فيرير لثاني مرة في بطولة فرنسا المفتوحة بعد عام 2005, على عكس اللقاءات السابقة هذا العام في كل من برشلونة وروما، لم يُظهر نادال أي أخطاء في اللقاء وفاز على فيرير بثلاث مجموعات متتالية كانت 6–2, 6–2, 6–1, ليكون نادال في إنتظار معركة جديدة ضد خصمه المصنف الأول نوفاك دجوكوفيتش. هذه هي المرة الأولى في التاريخ التي يواجه لاعبان بعضهما البعض في جميع نهائيات الجراند سلام على التوالي، كما أنهما أصبحا اللاعبان الوحيدان في التاريخ اللذان تقابلا في جميع نهائيات بطولات الجراند سلام، في النهائي تمكن نادال من الفوز بالمجموعتين الأولى والثانية، ثم تمكن دجوكوفيتش من حسم الثالثة لصالحه، في المجموعة الرابعة تم تأجيل المباراة ليوم الغد بسبب الأمطار. عندما استؤنفت المباراة في اليوم التالي تمكن نادال من الفوز بالمجموعة الرابعة بخطأ مزدوج على إرسال دجوكوفيتش، حيث كانت نتيجة المباراة 6–4, 6–3, 2–6, 7–5, وبذلك تمكن نادال من الحصول على لقبه السابع في بطولة رولان غاروس، طوال البطولة خسر نادال مجموعة واحدة فقط وحدث ذلك في المباراة النهائية. من خلال هذا الفوز في رولان غاروس، تجاوز نادال اللاعب السويدي بيورن بورغ بالأرقام المسجلة في البطولة، ليصبح نادال لاعب التنس الأكثر نجاحاً في تاريخ بطولة فرنسا المفتوحة. يُذكر بأن نادل لم يخسر سوى ثلاث مجموعات فقط في كامل موسم الملاعب الترابية لعام 2012.

## هاله
هذا العام قرر نادال الإستعداد لبطولة ويمبلدون بالمشاركة في بطولة هالي للتنس عوضاً على المشاركة في بطولة كوينز للتنس التي كان يشارك بها منذ 2008. في الدور الثاني فاز نادال على اللاعب السلوفاكي لوكاس لاكو بنتيجة 7–5, 6–1, ثم خسر نادال في الدور ربع النهائي للمرة الأولى أمام خصمة الألماني فيليب كولشرايبر، وهو الفوز الأول لكولشرايبر على نادال في سجل المواجهات بينهما.

## ويمبلدون
في بطولة ويمبلدون 2012 هزم نادال اللاعب البرازيلي توماز بيلوتشي في الدور الأول بحصة 7–6(7–0), 6-2, 6-3, ثم التقى في الدور الثاني اللاعب التشيكي لوكاس روسول، وهو اللاعب المصنف رقم 100 على العالم، هذه هي المشاركة الأولى للاعب روسول في بطولة ويمبلدون حيث لم يسبق له أن تخطى الأدوار التمهيدية على الإطلاق في محاولاته الخمسة السابقة. في واحدة من أكبر المفاجأت في تاريخ البطولات الأربع الكبرى، تمكن اللاعب روسول من الفوز على نادال بخمس مجموعات وبنتيجة 7–6(11–9), 4–6, 4–6, 6–2, 4–6, وكانت هذه هي المرة الأولى منذ بطولة ويمبلدون 2005 أن نادال فشل في المرور من الدور الثاني في بطولة في الجراند سلام.

## إنتهاء الموسم مبكراً
في يوليو 2012, أعلن نادال انسحابه من دورة الألعاب الأولمبية لعام 2012 بسبب التهاب في ركبته، والتي أدت أيضاً في وقت لاحق إلى الانسحاب من بطولة كأس روجرز للتنس 2012 وبطولة سينسيناتي للأساتذة. في 15 أغسطس أعلن نادال انسحابه من بطولة أمريكا المفتوحة لعام 2012 لأنه لا يشعر بحالة جيدة تكفي للمنافسة في البطولات. في 11 سبمتبر 2012, سقط نادال في التصنيف العالمي إلى الترتيب رقم 4 على العالم وهو أدنى ترتيب له منذ عام 2010, كما صعد البريطاني أندي موراي إلى التصنيف الثالث عالمياً. بعد ذلك انتهى الموسم بالنسبة لنادال ولم يشارك بأي بطولة أخرى حيث حل في التصنيف الرابع على العالم وهي أول مرة منذ ثماني سنوات يخرج عن المركزين الأول والثاني في نهاية العام.